# Маларицки рејон
Маларицки рејон (блр. Маларыцкі раён; рус. Малоритский район) административна је јединица другог нивоа на крајњем југозападу Брестске области и Републике Белорусије.
Административни центар рејона је град Маларита.

## Географија
Маларицки рејон обухвата територију површине 1.373,63 км² и на 14. је месту по површини међу рејонима Брестске области. Граничи се са Украјином на југу, са Брестским рејоном на западу, на северу је Жабинкавски, а на истоку Кобрински рејон.
Рејон обухвата ниско и замочварено подручје на надморским висинама између 150 и 170 метара (највиша тачка је на 189 метара). Најважније реке су Рита и Маларита, а од језера треба поменути вештачко Лукавско језеро. Под шумама је око 608 км².

## Историја
Рејон је првобитно основан 15. јануара 1940, али је укинут крајем децембра 1962. године. Поново је успостављен 6. јануара 1965. године.

## Демографија
Према резултатима пописа из 2009. на том подручју стално је било насељено 25.780 становника или у просеку 18,77 ст/км².
| 1959.  | 1970.  | 1979.  | 1989.  | 1999.  | 2009.  |
| ------ | ------ | ------ | ------ | ------ | ------ |
| 30.282 | 32.031 | 30.610 | 29.167 | 29.055 | 25.780 |

Основу популације чине Белоруси (88,34%), Украјинци (7,18%), Руси (3,75%) и остали (0,73%).
Административно рејон је подељен на подручје града Маларите који је уједно и административни центар рејона и на 9 сеоских општина. На целој територији рејона постоји укупно 78 насељених места.

## Саобраћај
Преко територије рејона пролази деоница железнице на линији Брест—Ковељ (УКР). Значајнији друмски правци су М12 (Кобрин—граница ка Украјини) и Р17 (Брест—граница ка Украјини).